# Flussknie
Ein Flussknie oder auch einfach Knie bezeichnet in der Hydrogeographie eine (meist landschaftlich bedingte) Kurve im Verlauf eines Flusses, die topografisch einem gebeugten Kniegelenk ähnelt. Die Flussrichtung ändert sich dabei in kürzester Distanz markant (um mindestens 90°) und bildet eine geografische Zäsur in der umgebenden Landschaft. Manchmal dienten solche Stellen als strategisch günstige Orte z. B. für Städtegründungen.

## Beispiele
Bekannte Flussbiegungen finden sich im Rhein bei Basel, Bingen am Rhein, Wiesbaden und Düsseldorf (Rheinknie), wobei das Basler Rheinknie die markanteste Änderung im Flussverlauf des Rheins darstellt.
In der Donau befindet sich bei der ungarischen Stadt Vác das Donauknie.
Die Wolga zweigt kurz nach Wolgograd in Richtung Kaspisches Meer ab, was als Wolgaknie bezeichnet wird.
In Prag wird der dortige Flussabschnitt oft Moldauknie genannt, streng genommen handelt es sich hier aber um eine Flussschlinge der Moldau. Eine ähnliche Situation findet sich bei der Festung Königstein (Elbeknie). Der Flusslauf in Bern in der Schweiz wird Aareschlaufe genannt.
Im Kanton Wallis folgt die Rhone bei Martigny dem Talverlauf. Beim Rhoneknie ändert der Fluss seine Richtung gegen Nordwesten ins Chablais zum Genfersee hin.
Die Aare weist in ihrem Lauf im Nordosten des Kantons Bern eine markante Richtungsänderung auf (Aareknie Wolfwil-Wynau).